# Smotherbox

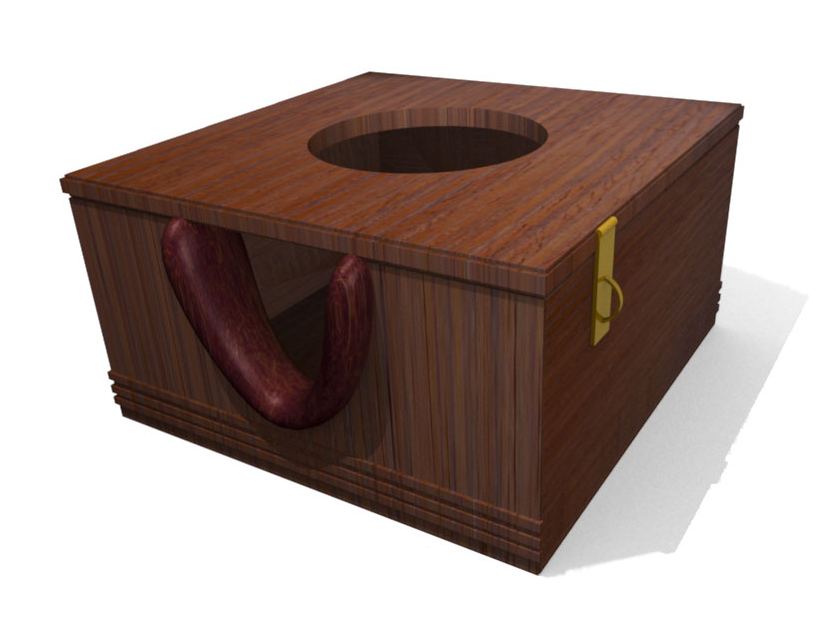
Modell einer typischen Smotherbox

Smotherbox (englisch to smother „ersticken, abdecken“) oder Kopfkiste, auch Oralbox, Toilettenbox oder Toilettenkiste, bezeichnet eine Vorrichtung, die als SM-Möbel im Rahmen von BDSM – aber auch bei Sexualpraktiken außerhalb des BDSM –  verwendet wird, beispielsweise als Hilfsmittel im Rahmen exkrementophiler Praktiken.

## Verwendung
Die Vorrichtung wird zumeist dazu verwendet, dass eine Person im Rahmen von Domination and Submission als aktiver Partner (Top) auf dem Gesicht eines passiven Partners, des sogenannten Bottoms sitzt, um in einem erotischen Rollenspiel ihre Überlegenheit spielerisch zu demonstrieren. Dies kann sexuelle Aktivitäten wie Cunnilingus oder Anilingus durch den Beteiligten, der die Funktion des Bottoms übernimmt, einschließen, muss es aber nicht. Smotherboxen sind zudem gängige Hilfsmittel im Rahmen exkrementophiler Praktiken. Smotherboxes werden darüber hinaus zu speziellen Sexualpraktiken wie dem Facesitting oder zu Atemkontrollspielen verwendet. Selbst wenn sie im Regelfall nicht luftdicht konstruiert sind, befindet sich die einzige Atemöffnung in der Mitte des Sitzes. Der obenauf Sitzende kann daher die Luftzufuhr durch die Verlagerung seines Körpers beeinflussen.

## Eigenschaften
Eine Smotherbox weist in der Regel zwei Öffnungen auf. Eine befindet sich vertikal auf der Seite der Vorrichtung und ermöglicht es einer Person, ihren Kopf und einen Teil des Nackens einzuführen. Die zweite Öffnung befindet sich auf der Oberseite der Vorrichtung und gewährt so einen direkten Zugang zum Gesicht des Bottoms, während dieser mit dem Kopf in der Konstruktion steckt.
Das Innere der Konstruktion ist häufig ausgepolstert, um den Nacken des Bottom zu unterstützen und Bewegungen seines Kopfes zu verhindern. Die Polsterung kann weiterhin Umweltgeräusche dämmen und dadurch Elemente der sensorischen Deprivation mit in das Szenario einfließen lassen.
Eine Smotherbox soll das Sitzen auf dem Gesicht des Bottoms für beide Beteiligten komfortabler machen. Sie bietet dem Sitzenden eine stabile Sitzfläche und entlastet zugleich die Halswirbelsäule des Untenliegenden. Dies ermöglicht einerseits längere Spielszenen, andererseits werden Smotherboxes von einigen Sadomasochisten wegen der Bequemlichkeit für den passiven Partner abgelehnt.
Meistens handelt es sich bei Smotherboxes um individuell hergestellte Funktionsmöbel. Häufig werden bei der Herstellung wertvolle Hölzer und Leder verwendet. Smotherboxes sind im spezialisierten Handel erhältlich, werden jedoch vereinzelt auch in Heimarbeit selbst hergestellt.